# DOS Wedge
El DOS Wedge fue un popular componente del software de sistema del Commodore 64. Escrito por Bob Fairbairn, estaba incluido por Commodore (CBM) en el disco de prueba/demo de la unidad de disco 1541 (archivo: «DOS 5.1») y también provisto con el C64 Macro Assembler (archivo: «DOS WEDGE64»). El DOS Wedge a veces es denominado en el manual de la unidad 1541 como el DOS Support (soporte DOS) y en la pantalla de arranque del software DOS MANAGER. El diseño original fue desarrollado por Bill Seiler.
Wedge hace las operaciones de disco en BASIC 2.0 significativamente más fácil introduciendo varias palabras reservadas abreviadas. El DOS Wedge se convirtió en una especie de estándar de facto, con proveedores externos como Epyx que a menudo incorporaban comandos idénticos en cartuchos de carga rápida y otros dispositivos de expansión para el Commodore 64. Compute!'s Gazette publicó varios programas de tipeo con variaciones en el DOS Wedge, incluyendo una versión para C128 en su número de febrero de 1987 (ver Enlaces externos, abajo).
El Commodore DOS Wedge original era un programa de 1 KB escrito en lenguaje ensamblador del MOS 6502. Reside en bloque de memoria $CC00–$CFFF (52224–53247), que de otra forma no se usaría, y trabaja alterando la subrutina «CHRGET» del BASIC en $0073 (115), por lo que cada carácter pasado por el intérprete BASIC sería verificado por los comandos incluidos, y sus rutinas asociadas, si era necesario.

## Funciones DOS Wedge
Cada comando que contenga un símbolo @ puede cambiar por un > en su lugar, si lo desea.
| /archivo | Carga un programa BASIC en la RAM                                                 |
| %archivo | Carga un programa en lenguaje máquina en la RAM                                   |
| ↑archivo | Carga un programa BASIC en la RAM y automáticamente lo ejecuta                    |
| ←archivo | Graba un programa BASIC en el disco                                               |
| @        | Muestra (y limpia) el estado de la unidad de disco                                |
| @$       | Muestra el directorio del disco sin sobreescribir el programa BASIC en la memoria |
| @comando | Ejecuta el comando de la unidad de disco (p.e. S0:archivo, V0:, I0:)              |
| @Q       | Desactiva el DOS Wedge                                                            |